# كريزي ورلد (عالم مجنون - ألبوم)
عالم مجنون هو الألبوم الحادي عشر للفرقة الموسيقية الألمانية «سكوربينز» الذي صدر في ألمانيا يوم 6 نوفمبر 1990، بعد سقوط جدار برلين، والذي يضم الأغنية الشهيرة «ويند أوف شينج (wind of change)» والتي تعني رياح التغيير.
سجل الألبوم المرتبة 21 على الرسم البياني من 200 ألبوم ضمن تقييم مجلة «بيلبورد 200» في عام 1991. وفي العام نفسه، حصلت أغنية «ويند أوف تشينج (رياح التغيير-أغنية)» على الرتبة 4 في قائمة الترتيب الأسبوعي للأغاني في الولايات المتحدة بمجلة «بيلبورد هوت 100»، 
وفي نفس الألبوم حصلت أغنية «أرسل لي ملالكا» على المرتبة 44 ضمن القائمة الأسبوعية لمجلة «بيلبورد هوت 100»، 
يعتبر الألبوم من أنجح الألبومات الموسيقية على المستوى العالمي، وأكثرها مبيعا، فقد سجلت الأغنية «رياح التغيير» ضمن الألبوم في قائمة «الأكثر مبيعا» عبر تاريخ سجل الأغاني الغربية. وقد سجلت مبيعات «السكوربينز» من الأغنية حوالي 14 مليون نسخة، محتلة المرتبة التاسعة ضمن القائمة.